# Aristolochia gibertii
Aristolochia gibertii là một loài thực vật có hoa trong họ Aristolochiaceae. Loài này được Hook. mô tả khoa học đầu tiên năm 1863.